# Rajd Kormoran 1998
Rajd Kormoran 1998 – 24. edycja Rajdu Kormoran. Był to rajd samochodowy rozgrywany od 30 kwietnia do 2 maja 1998 roku. Była to druga runda Rajdowych Samochodowych Mistrzostw Polski w roku 1998. Rajd składał się z dwudziestu dwóch odcinków specjalnych (jeden odcinek anulowano).

## Wyniki końcowe rajdu[1]
| Miejsce | Kierowca             | Pilot              | Samochód                     | Czas    | Strata | Grupa Klasa |
| ------- | -------------------- | ------------------ | ---------------------------- | ------- | ------ | ----------- |
| 1       | Robert Gryczyński    | Tadeusz Burkacki   | Toyota Corolla WRC           | 1:35:21 | -      | A8          |
| 2       | Janusz Kulig         | Jarosław Baran     | Renault Mégane Maxi          | 1:37:41 | +2:20  | A7          |
| 3       | Marek Gieruszczak    | Maciej Maciejewski | Toyota Celica Turbo 4WD      | 1:38:34 | +3:13  | A8          |
| 4       | Wojciech Zaborowski  | Tomasz Malec       | Mitsubishi Lancer Evo III    | 1:40:46 | +5:25  | N4          |
| 5       | Piotr Świeboda       | Artur Skorupa      | Mitsubishi Lancer Evo IV     | 1:41:48 | +6:27  | N4          |
| 6       | Robert Herba         | Andrzej Górski     | Mitsubishi Carisma GT Evo IV | 1:43:09 | +7:48  | N4          |
| 7       | Jarosław Pineles     | Maciej Wodniak     | Mitsubishi Lancer Evo IV     | 1:44:00 | +8:39  | N4          |
| 8       | Dariusz Poletyło     | Jacek Sciciński    | Subaru Impreza WRX           | 1:45:44 | +10:23 | N4          |
| 9       | Jerzy Wierzbołowski  | Bogusław Lepiarz   | Ford Escort RS Cosworth      | 1:46:03 | +10:42 | A8          |
| 10      | Bartłomiej Baniowski | Piotr Wieczorek    | Subaru Impreza WRX           | 1:46:22 | +11:01 | N4          |